# Hitzefällung
Die Hitzefällung ist eine biochemische Methode zur Fällung von Proteinen aus einer Lösung unter Verwendung von Wärme.

## Prinzip
Durch Erwärmen werden Proteine denaturiert, z. B. durch fünfminütiges Erhitzen auf 95 °C und anschließendem Abkühlen auf Eis. Bei längerfristigem Erhitzen kann es zu einer Desamidierung von Glutaminen und Asparaginen in Proteinen kommen. Bei menschlichen Proteinen beginnt die Denaturierung einzelner Proteine bereits bei 42 °C. Durch die Hitzefällung wird die native Proteinfaltung geändert, wodurch die biologische Aktivität verloren geht und die meisten Proteine weniger löslich werden. Bei Proteinen aus Hühnereiklar (eine Mischung verschiedener Proteine) sinkt die Löslichkeit über der Denaturierungstemperatur von etwa 60 bis 70 °C auf etwa 10 bis 20 % der Löslichkeit bei 40 °C. Thermostabile Proteine (z. B. thermostabile DNA-Polymerasen) werden nicht ausgefällt, sondern bleiben in Lösung. Das kann zur selektiven Aufreinigung von thermostabilen Proteinen genutzt werden. Die Hitzefällung wird unter anderem bei der Hitzestabilisierung und der Hitzefixierung verwendet.